# Ortalis remota
Ortalis remota es una especie de ave galliforme de la familia de los crácidos y del género Ortalis, cuyos integrantes son denominados comúnmente chachalacas, yacúes o charatas. Habita en el centro-este de América del Sur. 

## Taxonomía
Descripción original
Esta especie fue descrita en el año 1960 por el ornitólogo brasileño Olivério Mário de Oliveira Pinto, como una subespecie de Ortalis guttata (es decir, Ortalis guttata remota).
Localidad tipo
La localidad tipo referida es: “Porto do Sapé, en la desembocadura del río Pardo, afluente por la margen derecha del Río Paraná, estado de Mato Grosso del Sur, Brasil”.
Holotipo
El ejemplar holotipo es el catalogado como: MZUSP 11359; no fue sexado, siendo el único espécimen sobre el cual se basó la descripción del taxón. Fue capturado en julio de 1927 por João Leonardo de Lima. Se encuentra depositado en el Museo de Zoología de la Universidad de São Paulo (MZUSP) ubicado en la ciudad homónima.
Historia taxonómica
A pesar de las diferencias apreciables entre Ortalis guttata remota y los restantes miembros del género Ortalis, Charles Vaurie en 1965 y luego en 1968 lo sinonimizó con Ortalis guttata squamata, un taxón restringido a las tierras bajas de la selva atlántica, al este de la serra do Mar, acción nomenclatural que fue refutada por Pinto en 1978. Sin embargo, los autores posteriores mantuvieron la sinonimia definida por Vaurie, con el agregado de que H. Sick postuló que todos los integrantes del género podrían ser considerados como formando una única superespecie. En el año 2015, Vitor de Q. Piacentini y colaboradores rehabilitaron el taxón como una subespecie de la disyunta Ortalis guttata, la cual habita en las estribaciones orientales andinas y en la cuenca amazónica.
En el año 2017, además de confirmar su rehabilitación como taxón válido, se la elevó en la categoría de especie plena, como resultado de una investigación científica elaborada por Luís Fábio Silveira, Barbara Mizumo Tomotani, César Cestari, Fernando C. Straube y Vitor de Q. Piacentini, al estudiarse una población descubierta en el año 2003 en el norte del estado de São Paulo. Sin embargo, en la Propuesta No 902 al Comité de Clasificación de Sudamérica (SACC), se rechazó la elevación a especie plena, por considerar que las diferencias morfológicas presentadas no son suficientes para justificar la separación, y se continua a tratarla como una subespecie, población geográficamente aislada de Ortalis guttata.

## Distribución y hábitat
Habita en relictos de bosques húmedos tropicales y secundarios así como en bosques en galería en la cuenca del río Paraná Superior en el sudeste del Brasil, habiendo sido registrada antiguamente en el extremo sudeste del estado de Mato Grosso del Sur y durante el siglo XXI en el noroeste y centro-norte del estado de São Paulo, entre las cuencas de los ríos Tieté, Turvo y Grande. Se sospecha que en el pasado pudo habitar mucho más al sur, siguiendo el bioma de la selva paranaense por lo menos hasta el occidente del estado de Paraná, aunque la transformación del ecosistema natural y el hecho de ser históricamente los crácidos estimados como piezas de caza deportiva pudieron haber provocado la eliminación de las poblaciones australes.
Consideraciones zoogeográficas
Las distribuciones de las especies relacionadas no son ni simpátricas ni están próximas a la de Ortalis remota. O. squamata se distribuye en la selva atlántica al naciente de la serra do Mar, en la franja costera del sudeste de Brasil; Ortalis guttata habita en la región amazónica y al oriente de la precordillera andina; O. araucuan habita en el Brasil nororiental, teniendo de este modo con todas ellas una distribución altamente disyunta.

## Características
Ortalis remota difiere de manera consistente respecto a las restantes especies del género Ortalis. La especie más similar es O. guttata, de la que se distingue por ser mayor, no tener el punteado pectoral (el cual pasa a ser un manchado claro poco definido), exhibir un patrón cromático general más rojizo, presentar el pecho oliva-amarronado, la rabadilla amarronada, y la corona, el cuello y el abdomen marrón-rojizo. El tarso es gris en Ortalis remota mientras que en O. guttata es rosa a rosa-grisáceo.

## Conservación
Los autores del exhaustivo estudio publicado en 2017 recomendaron que, según los lineamientos para discernir el estatus de conservación de los taxones, los que fueron estipulados por la organización internacional dedicada a la conservación de los recursos naturales Unión Internacional para la Conservación de la Naturaleza (IUCN), al constatar que cuenta con una distribución muy restringida y que su hábitat ha sido significativamente alterado por haber sufrido una elevada tasa de deforestación, agravado por la construcción de numerosas grandes presas hidroeléctricas que inundaron hábitats remanentes, en la obra Lista Roja de Especies Amenazadas Ortalis remota sea clasificada como una especie en “peligro crítico de extinción” (CR).